# El Rubio
El Rubio è un comune spagnolo di 3 623 abitanti situato nella comunità autonoma dell'Andalusia.

## Geografia
El Rubio si trova nelle vicinanze del fiume Genil, all'interno della valle demarcata dal corso d'acqua del fiume e dei suoi piccoli affluenti stagionali, ad una altitudine massima di 260 metri caratterizzate da forti pendenti.

## Storia
Si sospetta che El Rubio sia nato come un piccolo insediamento romano della zona e che, in età medievale, dopo un breve controllo visigoto, sia passato in mano agli arabi che stavano conquistando la Penisola Iberica.
Riconquistato dai cristiani, passò sotto il controllo dell'Ordine di Santiago.